# Wawrzyniec z Novae
Wawrzyniec z Novae (Laurentius Mellifiluus, V wiek) – łaciński pisarz, biskup Novae (Moesia Inferior). Autor homilii O pokucie (De paenitentia) – inna nazwa to O dwóch zasadach (De duobus temporibus), oraz O jałmużnie (De eleemosyna). Homilia O niewieście kananejskiej jest wolnym tłumaczeniem homilii Jana Chryzostoma.